# Junkers Ju 252
Junkers Ju 252 byl německý celokovový třímotorový dolnoplošný transportní letoun postavený v roce 1941 firmou Junkers.

## Vznik
Ve druhé polovině 30. let 20. století objednala letecká společnost Deutsche Lufthansa u firmy Junkers v Dessau dopravní letoun, který by nahradil Junkers Ju 52/3m se zachováním jeho vlastností. Z několika návrhů byl vybrán letoun s předběžným označením EF 77, jehož technická dokumentace byla v prosinci 1938 předána ředitelství Lufthansy. Projekt byl řešen jako třímotorový stroj pro 21 pasažérů, poháněný hvězdicovými motory BMW 132 a s plně zatahovacím podvozkem. Deutsche Lufthansa ani RLM však o letoun neprojevily zájem.
O rok později se Lufthansa opět obrátila na společnost Junkers se žádostí o konstrukci nahrazující Ju 52/3m. Předběžný projekt byl dokončen v červenci 1939, který vzbudil zájem také u vojenských úřadů. Stroj označený Ju 252 se od prvního návrhu EF 77 značně odlišoval, zejména přetlakovou kabinou pro cestující a pohonnými jednotkami. Ty měly tvořit trojice motorů Junkers Jumo 211 F o výkonu 992 kW, vznětovými Jumo 207 B o 735 kW, nebo dvouhvězdicovými BMW 800 o 882 kW každý. Vzletová hmotnost se měla pohybovat okolo 18 000 kg při doletu 1 500 km.
Před potvrzením objednávky na produkci tří prototypů Lufthansa změnila požadavek na přepravu 21 cestujících, který navýšila na 35. Upravený projektovaný Ju 252 měl být vybaven nákladovou rampou Trapoklappe testovanou již dříve na stroji Junkers Ju 90.

## Vývoj
Stavba tří prototypů byla zahájena v červenci 1940. První prototyp Junkers Ju 252 V1 (imatrikulace D-ADCC) byl zalétán v říjnu 1941 s pohonem třemi dvouřadovými motory chlazenými kapalinou Junkers Jumo 211 F o vzletovém výkonu 993 kW.
v zimě na přelomu let 1941-42 následovaly Ju 252 V2 a Ju 252 V3.
Jako vzor pro sériovou výrobu posloužil Ju 252 V4 (DF+BP) z jara 1942, který již nesl obrannou výzbroj. Ta byla tvořena kulometem MG 131 ráže 13 mm, umístěným v elektricky ovládané hřbetní střelecké věži EDL 131 a dvěma kulomety MG 15 ráže 7,92 mm instalovanými v bočních okénkách na obou stranách trupu.
Výroba pokračovala jedenácti sériovými stroji Ju 252 A-1, přičemž každý letoun měl ještě prototypové označení V5 (DF+BQ), V6 (DF+BR), V7 (DF+BW) až V15.

## Nasazení
Jako první byl operačně nasazen Ju 252 V5, který byl přidělen k Viermotorigen Transportstaffel, která byla vytvořena 2. ledna 1943 na letišti Tempelhof v Berlíně. Název jednotky byl zanedlouho změněn na Lufttransportstaffel 290.
Ju 252 sloužily také u jednotky Gruppe Gartenfeldt, která vysazovala agenty v týlu spojeneckých vojsk v severní Africe. Dva exempláře se nacházely ve stavu jednotky v době jejího přejmenování na I./KG 200 v únoru 1944. Tato jednotka prováděla většinu svých úkolů pod velením Hlavního úřadu říšské bezpečnosti.
Jiné Ju 252 dopravovaly náhradní motory DB 606 pro letouny He 177 dislokované na letišti Bordeaux-Mérignac. Létaly také se zásobami do SSSR, Itálie a Řecka.

## Specifikace (Ju 252A-1)

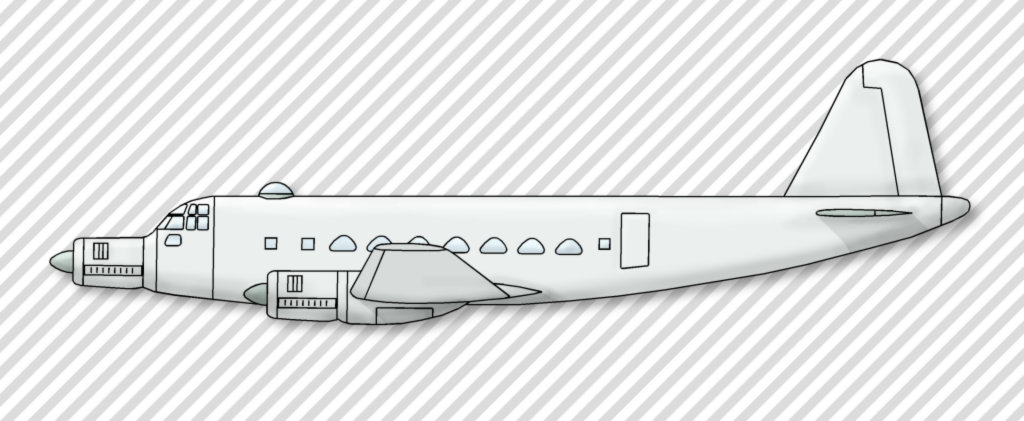
Junkers Ju 252

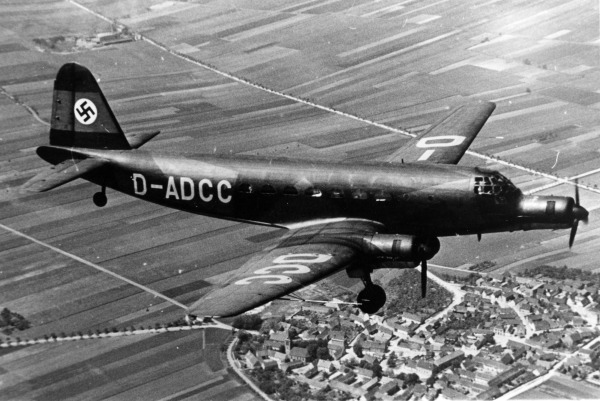
Ju 252 V1

Údaje podle

### Technické údaje
- Osádka: 3-5 mužů
- Rozpětí: 34,09 m
- Délka: 25,10 m
- Výška: 6,60 m
- Nosná plocha: 121,50 m²
- Hmotnost prázdného stroje: 13 110 kg
- Max. vzletová hmotnost: 22 000 kg

### Výkony
- Maximální rychlost ve výšce 4500 m: 438 km/h
- Maximální rychlost ve výšce 6000 m: 439 km/h
- Cestovní rychlost ve výšce 5700 m: 418 km/h
- Dostup: 6850 m
- Stoupavost: 228 m/min
- Dolet: 3980–6595 km